# Prionodon pardicolor
Prionodon pardicolor (Лінзанг плямистий) — ссавець родини Віверових (Viverridae). Це струнка, котоподібна, деревна м'ясоїдна тварина, яка живе у густих тропічних лісах Південно-Східній Азії. Полює на комах і дрібних хребетних тварин, таких як птахи, гризуни, жаби і змії.

## Морфологія
Морфометрія. Довжина голови й тіла: 310–450 мм, довжина хвоста: 313–340 мм, вага: 600 гр.
Опис. Забарвлення від білуватого до світло-коричневого до оранжево-буро-жовтого з багатьма нерівномірно розподіленими чорними плямами на спині і з боків тіла. З обох боків шиї розміщені чорні лінії. Хвіст довгий і пухнастий із чорними й буро-жовтими смугами (зазвичай їх 8–9). Шерсть м'яка та щільна. Великі, темні очі добре бачать у нічний час. Слух гострий і гострі вуха дуже рухливі. Великі ступні з подушечками вкриті короткою шерстю і мають втяжні кігті.

## Поширення
Зареєстрований в таких країнах: Камбоджа, Південний Китай, Індія, Лаос, М'янма, Непал, Таїланд, В'єтнам. Більшість записів походять з гірського та пагорбового лісу, принаймні до 2000 м над рівнем моря, але також трапляється у вторинному лісі.

## Поведінка
У значній мірі нічний і деревний, але також полює перебувати на землі. Вважається, що полює переважно на дрібних ссавців та птахів, але, ймовірно, їсть членистоногих та інших тварин.
Як і більшість м'ясоїдних, молодь цього виду народжується безпорадною. Мати ховає потомство в дереві або кореневих пустотах, де вони можуть залишатися до закінчення годування. Не відомо, чи вчить мати молодь полювати.

## Загрози та охорона
Втрата і деградація середовища проживання були оцінені як загрози для цього виду, хоча наслідки цих загроз на популяції невідомі. Цей вид був зареєстрований в деяких охоронних районах.